# Presidenti della Provincia di Siena
Elenco dei presidenti dell'amministrazione provinciale di Siena.

## Regno d'Italia (1861-1946)

### Presidenti del Consiglio provinciale (1861-1928)
- Augusto de Gori Pannillini (1862 – 1863)
- Zelindo Ciro Boddi (1863 – 1864)
- Pietro Burresi (1866 – 1883)
- Tiberio Sergardi (1884 – 1886)
- Bernardo Tolomei (1887 – 1902)
- Pandolfo Bargagli Petrucci (1902 – 1910)
- Luigi Callaini (1910 – 1914)
- Carlo Ballati Nerli (1914 – 1920)
- Sesto Bisogni (1920 – 1923)
- Giovanni Marchi (1923 – 1928)

### Presidenti della Deputazione provinciale (1889-1928)
| Nº | Nº | Ritratto | Nome                       | Mandato | Mandato | Partito                    |
| Nº | Nº | Ritratto | Nome                       | Inizio  | Fine    | Partito                    |
| -- | -- | -------- | -------------------------- | ------- | ------- | -------------------------- |
| 1  |    |          | Pandolfo Bargagli Petrucci | 1889    | 1894    | ?                          |
| 2  |    |          | Flaminio Pollini           | 1894    | 1906    | ?                          |
| 3  |    |          | Carlo Ballati Nerli        | 1906    | 1914    | ?                          |
| 4  |    |          | Mario Bianchi Bandinelli   | 1914    | 1920    | ?                          |
| 5  |    |          | Arrigo Gianni              | 1920    | 1923    | ?                          |
| 6  |    |          | Luigi Pieraccini           | 1923    | 1924    | Partito Nazionale Fascista |
| 7  |    |          | Luigi Rugani               | 1924    | 1928    | Partito Nazionale Fascista |

### Presidi del Rettorato (1928-1944)
| Nº | Nº | Ritratto | Nome                     | Mandato       | Mandato | Partito                    |
| Nº | Nº | Ritratto | Nome                     | Inizio        | Fine    | Partito                    |
| -- | -- | -------- | ------------------------ | ------------- | ------- | -------------------------- |
| 1  |    |          | Luigi Rugani             | dicembre 1928 | 1932    | Partito Nazionale Fascista |
| 2  |    |          | Mario Tadini Buoninsegni | 1933          | 1937    | Partito Nazionale Fascista |
| 3  |    |          | Domenico Comporti        | 1937          | 1943    | Partito Nazionale Fascista |

## Italia repubblicana (dal 1946)

### Presidenti della Provincia (dal 1951)

#### Eletti dal Consiglio provinciale (1951-1995)
| Nº   | Nº | Ritratto | Nome                | Mandato        | Mandato        | Partito                                                       |
| Nº   | Nº | Ritratto | Nome                | Inizio         | Fine           | Partito                                                       |
| ---- | -- | -------- | ------------------- | -------------- | -------------- | ------------------------------------------------------------- |
|      |    |          | Virgilio Lazzeroni  | 1951           | 1956           | Partito Comunista Italiano                                    |
| 1956 | ?  |          | Virgilio Lazzeroni  |                |                | Partito Comunista Italiano                                    |
|      |    |          | Peris Brogi         | ?              | ?              | Partito Comunista Italiano                                    |
|      |    |          | Luciano Mencaraglia | ?              | 1975           | Partito Comunista Italiano                                    |
|      |    |          | Vasco Calonaci      | 1975           | 14 maggio 1979 | Partito Comunista Italiano                                    |
|      |    |          | Mario Barellini     | 14 maggio 1979 | ?              | Partito Comunista Italiano                                    |
|      |    |          | Giordano Chechi     | 12 luglio 1985 | 15 luglio 1990 | Partito Comunista Italiano                                    |
|      |    |          | Alessandro Starnini | 18 luglio 1990 | 14 giugno 1995 | Partito Comunista Italiano Partito Democratico della Sinistra |

#### Eletti direttamente dai cittadini (1995-2014)
| Nº             | Ritratto      | Ritratto                   | Nome                | Mandato        | Mandato         | Partito                                                    | Coalizione            | Elezione |
| Nº             | Ritratto      | Ritratto                   | Nome                | Inizio         | Fine            | Partito                                                    | Coalizione            | Elezione |
| -------------- | ------------- | -------------------------- | ------------------- | -------------- | --------------- | ---------------------------------------------------------- | --------------------- | -------- |
|                |               |                            | Alessandro Starnini | 14 giugno 1995 | 14 giugno 1999  | Partito Democratico della Sinistra Democratici di Sinistra | PDS-PdD-FdV-La Rete   | 1995     |
|                |               |                            | Fabio Ceccherini    | 14 giugno 1999 | 14 giugno 2004  | Democratici di Sinistra Partito Democratico                | L'Ulivo               | 1999     |
| 14 giugno 2004 | 8 giugno 2009 | L'Ulivo (DS-DL-Riformisti) | Fabio Ceccherini    | 2004           |                 | Democratici di Sinistra Partito Democratico                |                       |          |
|                |               |                            | Simone Bezzini      | 8 giugno 2009  | 13 ottobre 2014 | Partito Democratico                                        | PD-IdV-SEL-Riformisti | 2009     |

#### Eletti dai sindaci e consiglieri della provincia (dal 2014)
| Nº | Nº | Ritratto | Nome                 | Mandato           | Mandato           | Partito             | Elezione |
| Nº | Nº | Ritratto | Nome                 | Inizio            | Fine              | Partito             | Elezione |
| -- | -- | -------- | -------------------- | ----------------- | ----------------- | ------------------- | -------- |
|    |    |          | Fabrizio Nepi        | 14 ottobre 2014   | 31 ottobre 2018   | Partito Democratico | 2014     |
|    |    |          | Silvio Franceschelli | 31 ottobre 2018   | 28 luglio 2022    | Partito Democratico | 2018     |
|    |    |          | David Bussagli       | 23 ottobre 2022   | 30 settembre 2024 | Partito Democratico | 2022     |
|    |    |          | Agnese Carletti      | 30 settembre 2024 | in carica         | Partito Democratico | 2024     |